# Наддніпрянське
Наддніпрянське — селище в Україні, у Херсонській міській громаді Херсонського району Херсонської області.
Поштовий індекс — 73483. Телефонний код — 0552. Код КОАТУУ — 6510165800.

## Загальні відомості
Розташоване в 12 км на північний схід від Херсона. Наддніпрянській селищній раді було підпорядковане селище Жовтневе.
Наддніпрянське створене в 1966 році, одночасно з будівництвом УкрНДІ зрошуваного землеробства (нині — Інститут зрошуваного землеробства НААН). Діяльність інституту спрямована на розробку і впровадження наукових основ зрошуваного землеробства, надання допомоги сільському господарству в одержанні високих і стійких врожаїв на поливних і неполивних землях. В мережу дослідних господарств Інституту входять ДП ДГ «Копані», «Піонер», «Каховське», «Асканійська», ДП ДГ «Асканійське» Асканійської ДС, ДУ «Миколаївська» ДС, ДП ДГ «Еліта» Миколаївської ДС.
В Інституті в різні роки працювали видатні вчені: члени-кореспонденти ВАСГНІЛ О.О. Собко, П.І. Підгорний, С.М. Московець, С.Д. Лисогоров, М.М.. Горянський, К.Е. Бурзі, І.Є. Підкопай та інші, які зробили великий внесок у розвиток досліджень в галузі зрошуваного землеробства, рослинництва, селекції, дослідної справи.
За успіхи, досягнуті в розробці та впровадженні у виробництво прогресивних способів поливу сільськогосподарських культур, Український науково-дослідний інститут зрошуваного землеробства (одна з попередніх назв установи протягом 1956-2000 рр.) в 1971 році був нагороджений орденом Трудового Червоного Прапора. 
У селищі є Наддніпрянська філія централізованої системи міських бібліотек з книжковим фондом 15 тис. примірників і комп'ютерним залом з безплатним інтернетом завдяки програмі «Бібліоміст». Функціонують дитячий садок, медпункт, промтоварний та продовольчий магазини, відділення зв'язку, АТС, метеостанція. Прокладений водопровід протяжністю 4,6 кілометра.
У селищі є дендрологічний парк — зразок садово-паркового мистецтва (закладений в 1965 р.). У парку − понад 130 видів і форм деревно-чагарникових рослин. Крім того, закладено парк «Комсомольський» площею 1 гектар.

## Населення
Населення за переписом 2001 року становило 1214 осіб. У 2011 році чисельність населення склала 1132 осіб[джерело?].

### Мовний склад
Рідна мова населення за даними перепису 2001 року:
| Мова       | Чисельність, осіб | Доля     |
| ---------- | ----------------- | -------- |
| Українська | 777               | 64,00 %  |
| Російська  | 435               | 35,83 %  |
| Інше       | 2                 | 0,17 %   |
| Разом      | 1 214             | 100,00 % |

## Історія
12 червня 2020 року, відповідно до Розпорядження Кабінету Міністрів України № 726-р «Про визначення адміністративних центрів та затвердження територій територіальних громад Херсонської області», увійшло до складу Херсонської міської громади.
19 липня 2020 року, в результаті адміністративно-територіальної реформи увійшло до складу новоутвореного Херсонського району.
У березні 2022 року селище тимчасово окуповане російськими військами під час російсько-української війни. 11 листопада 2022 року звільнене в результаті контрнаступу ЗСУ в Херсонській області.